# Cyclopsetta chittendeni
Cyclopsetta chittendeni is een straalvinnige vis uit de familie van schijnbotten (Paralichthyidae), orde platvissen (Pleuronectiformes), die voorkomt in het westen en het zuidwesten van de Atlantische Oceaan.

## Anatomie
Cyclopsetta chittendeni kan een lengte van maximaal 32 cm bereiken. De vis is afgeplat (zoals alle platvissen).De ogen zijn symmetrisch geplaatst, de bek is bovenstandig.
De vis heeft één zijlijn, één rugvin met 82-90 vinstralen en een aarsvin met 63 - 69 vinstralen.

## Leefwijze
Cyclopsetta chittendeni is een zoutwatervis die voorkomt in een subtropisch klimaat. De diepte waarop de soort voorkomt is 20 tot 150 m onder het wateroppervlak.

## Relatie tot de mens
Cyclopsetta chittendeni is voor de beroepsvisserij van beperkt belang.